# Aczi-Su
Aczi-Su – osiedle typu miejskiego w Rosji, w Dagestanie. W 2010 roku liczyło 1679 mieszkańców.